# تشی سوماترایی
تشی سوماترایی (نام علمی: Hystrix sumatrae) نام یک گونه از سرده تشی است.